# Municipio de Hawtree
El municipio de Hawtree (en inglés: Hawtree Township) es un municipio ubicado en el  condado de Warren en el estado estadounidense de Carolina del Norte. En el año 2010 tenía una población de 1.457 habitantes.

## Geografía
El municipio de Hawtree se encuentra ubicado en las coordenadas 36°29′38.53″N 78°8′22.98″O / 36.4940361, -78.1397167.